# Wincenty z Szamotuł
Wincenty z Szamotuł herbu Nałęcz (zm. 24 czerwca 1332) – wojewoda poznański (1328–1332), starosta generalny Wielkopolski (1329–1331). 
Gdy Wincenty był kasztelanem wieluńskim w 1298 roku Władysław Łokietek nadał mu castrum Wieleń, miasto Wronki, Drawsko i kilka innych wsi. W roku 1329 z polecenia króla Władysława Łokietka zawarł rozejm z Brandenburgią trwający do roku 1332. Brał udział w wojnie z Krzyżakami uczestnicząc 27 września 1331 w bitwie pod Płowcami (jako dowódca straży przedniej wojsk Władysława Łokietka), a wcześniej także w bitwie pod Koninem oraz w bitwie pod Pyzdrami.